# Alfons De Winter
Alfons de Winter, teljes nevén Alphonse François Marie de Winter, becenevén Fons (Antwerpen, 1908. szeptember 12. – 1997. július 7.) belga labdarúgó, középpályás.
A Beerschot AC középpályásaként kétszeres belga bajnok, 1938-ban és egy évvel később. Játszott a válogatottban is, 1935 és 1938 között tizenkilenc összecsapáson viselhette a címeres mezt, köztük az 1938-as vb nyolcaddöntőjén, Franciaország ellen. A találkozó 3-1-es francia sikerrel zárult.

## Sikerek
- Belga bajnok: 1938, 1939